# Adolf Streckfuß

Adolf Streckfuß um 1890. Foto von Wilhelm Fechner

Adolf Streckfuß

Adolf Carl Streckfuß (auch: Adolph Carl Streckfuß; * 10. Mai 1823 in Berlin; † 11. Oktober 1895 ebenda) war ein deutscher Schriftsteller.

## Leben
Streckfuß war der Sohn des Schriftstellers und Juristen Carl Streckfuß und der Bruder des Malers Wilhelm Streckfuß. Nach Beendigung seiner Schulzeit begann Streckfuß Agrarökonomie zu studieren. Zwischen 1845 und 1848 volontierte er an den Landwirtschaftlichen Akademien in Möglin (Reichenow-Möglin) und Eldena (Greifswald).
Politisch interessiert, war er auch in die Deutsche Revolution 1848/1849 involviert und veröffentlichte einige Pamphlete anlässlich des Berliner Barrikadenaufstands. Die sogenannte Berliner Schneiderrevolution 1830 hatte er zuvor als kleinliches und erbärmliches Revolutiönchen belächelt, das jämmerlich verpufft sei. Spätestens sein Werk über die französische Revolution hatte zur Folge, dass Streckfuß die Beendigung seiner Ausbildung zwar erlaubt, aber die in Aussicht gestellte Anstellung im Staatsdienst versagt blieb.
Im Jahr 1850 heiratete Streckfuß Marie Anna von Beulwitz (* 29. Mai 1833; † 8. Januar 1909), mit der er neun Kinder hatte, von denen fünf das Erwachsenenalter erreichten.
Zum 1. Januar 1853 wurde Streckfuß, neben Carl Kindermann, Haupt-Mitarbeiter der von Adolf Mensching redigierten Norddeutschen Volkszeitung, deren Vorläufer die Hannoversche Volkszeitung war.
Ein gegen Streckfuß angestrengter Prozess wegen Hochverrats endete mit einem Freispruch, aber die Zensur belegte Streckfuß weiterhin mit einem Schreib- und Veröffentlichungsverbot.
Seinen Lebensunterhalt verdiente sich Streckfuß bis ungefähr 1855 als Pächter eines kleinen Tabakgeschäfts in Berlin. Erst in diesen Jahren durfte (und konnte) Streckfuß sich wieder als Schriftsteller versuchen; veröffentlichen konnte er aber erst nach dem Regierungsantritt (7. Oktober 1858) des Prinz-Regenten und späteren Kaisers Wilhelm I.
1862 wählte man Streckfuß zum Stadtverordneten seiner Heimatstadt. Zehn Jahre später berief man ihn in das Amt eines Stadtrats.

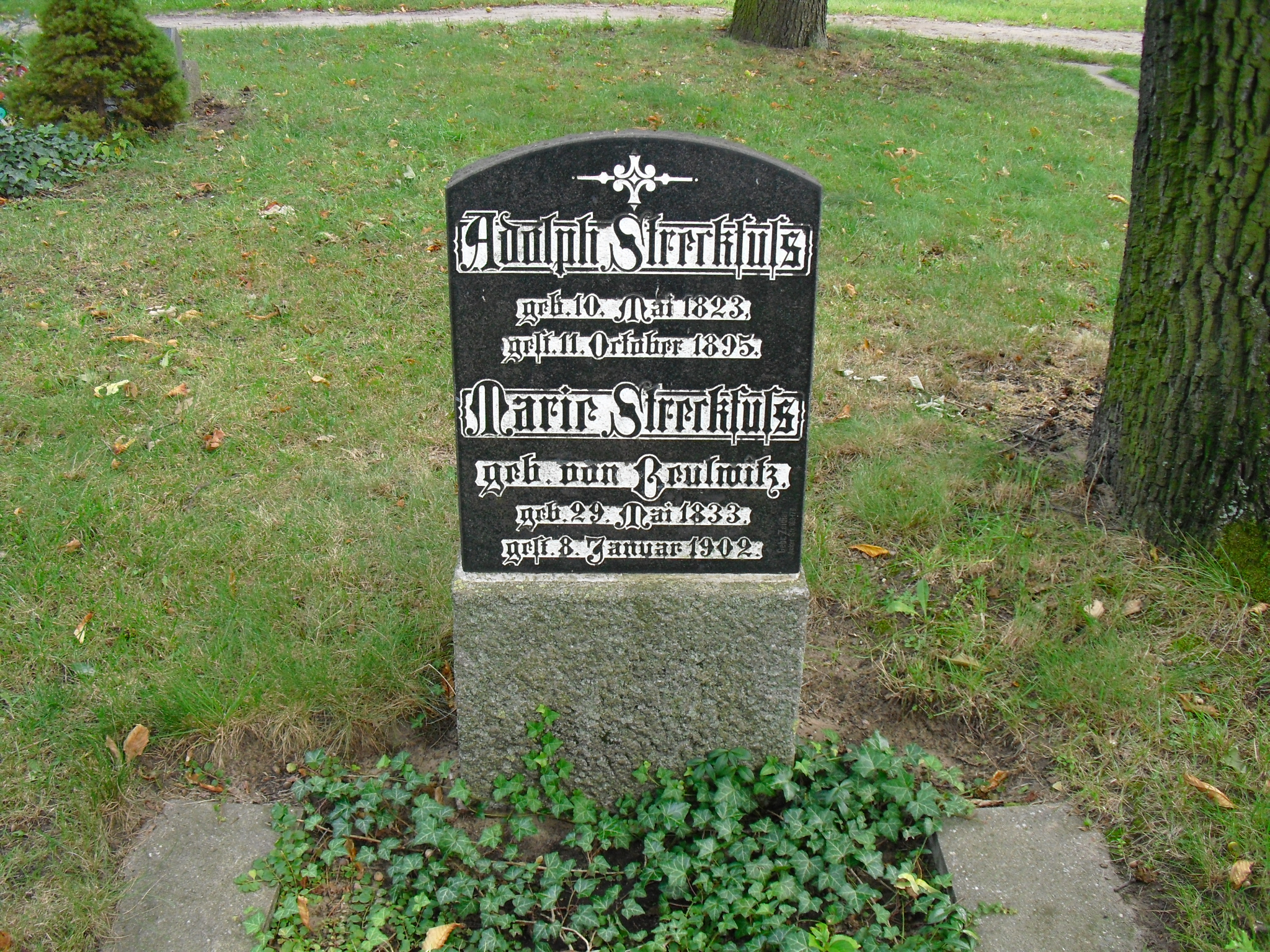
Grabstätte

Adolf Streckfuß starb 1895 im Alter von 72 Jahren in Berlin und wurde auf dem dortigen Sophienfriedhof II beigesetzt. Das Grab ist erhalten geblieben.
Der Schriftsteller Heinz Knobloch setzte Streckfuß in Berliner Grabsteine ein kleines literarisches Denkmal.

## Werk
War sein Frühwerk noch sehr vom politischen Tagesgeschehen beeinflusst, änderte sich dies in seinen späten Werken sehr zur Belletristik. Gerade durch seine (Kriminal)-Romane fand Streckfuß noch späte Anerkennung und öffentliche Wahrnehmung. Seine phantasievolle Interpretation von Ortsbezeichnungen hatte prägende Langzeitwirkung: 1885 schrieb er sein populärstes Werk: Vom Fischerdorf zur Weltstadt. 500 Jahre Berliner Stadtgeschichte. Aus der Existenz der Straßennamen Fischerstraße und Fischerbrücke in Cölln sowie aus dem Petruspatrozinium der Cöllner Petrikirche (Petrus gilt als Schutzheiliger der Fischer) zog er in Kenntnis der Fischerkietze bei den alten Slawenburgen in Köpenick und Spandau den Schluss, Berlin sei in Gestalt von Cölln aus einer slawischen Fischersiedlung entstanden. Bisher sind nie spätslawische Siedlungsspuren am Spreepass gefunden worden (sondern nur die deutscher Kaufleute). Dennoch hält sich die durch Streckfuß entstandene populäre Irrmeinung hartnäckig bis zum heutigen Tage.

## Bücher
- Die Staats-Umwälzungen der Jahre 1847 und 1848. 2 Bände. Berlin 1849 (Band 1 – Internet Archive, Band 2 – Internet Archive)
- Robert Blum, sein Leben, sein Wirken. Ein Buch für das Volk. Berlin 1850 (3. Auflage – Internet Archive)
- Der Freiheits-Kampf in Ungarn in den Jahren 1848 und 1849. Berlin 1850 (archive.org)
- Die große französische Revolution und die Schreckensherrschaft. Berlin 1851 (2 Bände)
- Die Weltgeschichte, dem Volk erzählt. Berlin 1865–1867
- Berlin im 19. Jahrhundert. Berlin 1867–1869 (4 Bände)
- Der Herr Präsident. Kriminal-Novelle. 1871. Neuausgabe Hofenberg, Berlin 2019, ISBN 978-3-7437-3243-8.
- Der tolle Hans. 1871
- Die von Hohenwald. Roman. 1877
- Schloß Wolfsburg. Roman. 1879 (Digitalisat Band 1), (Digitalisat Band 2).
- Der Stern der Anthold. Roman. 1883
- Vom Fischerdorf zur Weltstadt. 500 Jahre Berliner Stadtgeschichte. Berlin 1885 (4 Bände) (archive.org)